# Alphestes
Alphestes là một chi cá biển thuộc phân họ Epinephelinae trong họ Cá mú.

## Các loài
Có tất cả 3 loài được ghi nhận trong chi này là:
- Alphestes afer (Bloch, 1793): Tây Đại Tây Dương: Bermuda, nam Florida (Hoa Kỳ), vịnh Mexico, quần đảo Bahamas, Cuba, Tây Ấn, Panama, Venezuela, về phía nam tới bang São Paulo, Brasil. Gần đây được phát hiện tại São Tomé trong vịnh Guinea ở Đông Đại Tây Dương.
- Alphestes immaculatus Breder, 1936: Đông Thái Bình Dương, từ phía bắc vịnh California đến Peru, bao gồm cả quần đảo Galapagos.
- Alphestes multiguttatus (Günther, 1867): Đông Thái Bình Dương, từ vịnh California đến Peru.